# イシナギ科
イシナギ科（学名：Polyprionidae）は、スズキ目スズキ亜目に所属する魚類の分類群（科）の一つ。2属からなり、オオクチイシナギ・コクチイシナギなど4種が含まれる。

## 分布・生態
イシナギ科の魚類はすべて海水魚で、太平洋・大西洋・インド洋の沿岸から沖合にかけて分布する。若魚は浅海で成長するが、次第に深みに移行し、成魚は深海（水深200m以深）で生活する種類が多い。海底付近で暮らす底生魚で、岩礁域を主な生息場所としている。日本近海からはイシナギ属の2種が報告されている。

## 形態
体型は紡錘形で、一般に非常に大きく成長し、最大で全長2.5mに達する。鰓蓋骨の背側に水平な棚状の構造をもち、先端は短い1本のトゲとなっていることが大きな特徴である。
背鰭は11-12本の棘条と、11-12本の軟条で構成される。科名（模式属名）はギリシア語で「poly（多くの）」＋「prion（のこぎり）」を意味し、強靭でよく目立つ背鰭棘条に由来している。側線はよく発達し、途切れることなく連続的である。

## 分類

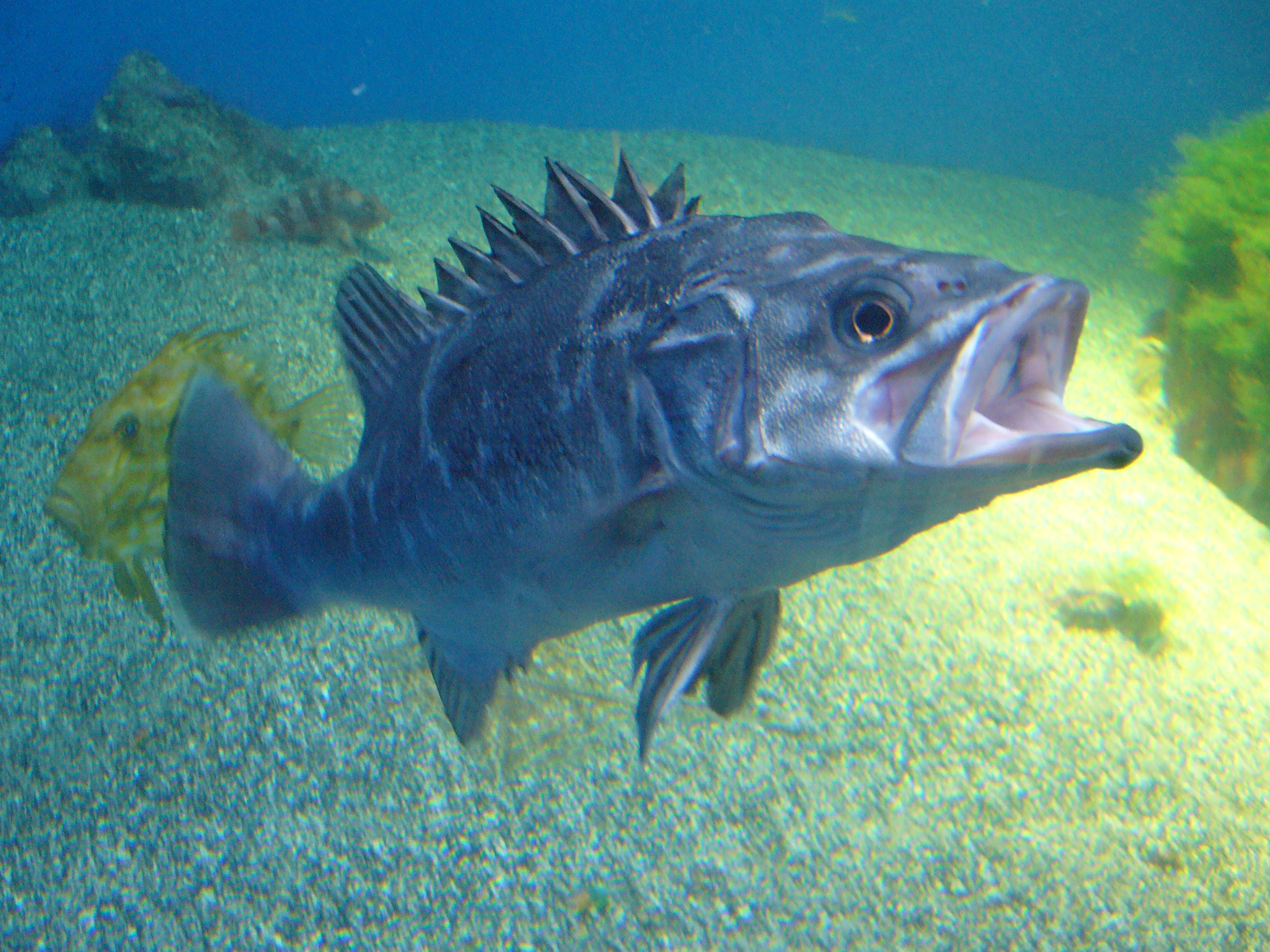
アルゼンチンオオハタ（P. americanus）。海底の洞窟や沈没船に好んで住みつくことが知られ、本科魚類の英名（Wreckfish）の由来となっている

イシナギ科にはNelson（2016）の体系において2属4種が認められている。
スズキ亜目内部における本科の位置付けは安定していない。かつてはカワリハナダイ科やハタ科と近縁と考えられ、鰓蓋骨のトゲの本数などで鑑別されていた。近年ではヤセムツ科およびスズキ科（スズキ属 Lateolabrax のみ、1属2種からなる）との類縁が示唆されており、特にスズキ科は予備的な分子系統解析において、本科に取り込まれる可能性が指摘されている。
- イシナギ属 Stereolepis
  - オオクチイシナギ Stereolepis doederleini
  - コクチイシナギ Stereolepis gigas
- Polyprion 属
  - アルゼンチンオオハタ Polyprion americanus[5]
  - ミナミオオスズキ Polyprion oxygeneios[6]